# Виктор фон Дум (киноперсонаж, 2005)
Виктор фон Дум (англ. Victor von Doom) — персонаж дилогии «Фантастическая четвёрка» Тима Стори от студии 20th Century Fox, основанный на одноимённом суперзлодее Marvel Comics, созданном сценаристом Стэном Ли и художником Джеком Кирби. Роль Дума исполнил австралийский актёр Джулиан Макмэхон. Широко известен под псевдонимом Доктор Дум (англ. Dr. Doom).
Виктор фон Дум — преуспевающий промышленный магнат, управляющий «Von Doom Industries», старый знакомый, а ныне конкурент Рида Ричардса, начальник и ухажёр его бывшей девушки — Сьюзан Шторм, которая работает в фирме Виктора руководителем генетических исследователей. Видя коммерческую выгоду в проекте Рида по исследованию исследования космических лучей, Виктор соглашается обеспечить Рида финансированием и оборудованием, предварительно выговорив для себя львиную долю возможной прибыли. Эксперимент оборачивается катастрофой, когда буря облучает членов экипажа. Под кожей Виктора формируется органическая сталь, а сам он приобретает способность управлять электричеством. Совет директоров отстраняет Дума от управления компанией, что, вкупе с увлечением Сью персоной Рида вызывает у него зависть и гнев в отношении четырёх других астронавтов, ставших известными как Фантастическая четвёрка. Скрыв своё изуродованное шрамами лицо маской, он пытается уничтожить Рида, Сью, Джонни и Бена, однако терпит поражение, когда квартет превращает его в застывшую статую. Затем тело Дума направляют в Латверию, где он узнаёт о посещении планеты космическим существом по имени Серебряный Сёрфер и пытается украсть его силу, но вновь терпит неудачу из-за пришедшей на помощь пришельцу Фантастической четвёрки.
Макмэхон был удостоен положительных отзывов со стороны критиков и фанатов Marvel за своё исполнение роли Доктора Дума.

## Создание образа

### Первое появление персонажа
Подобно многим другим персонажам Серебряного века комиксов Marvel, Доктор Дум был создан Стэном Ли и Джеком Кирби. Из-за высоких продаж комикса The Fantastic Four, Ли и Кирби хотели «вдохнуть новую жизнь [в комикс]… придумать суперсенсационного нового злодея». При выборе имени для него Ли остановился на «Докторе Думе», объясняя это тем, что оно «красноречиво в своей простоте — великолепно в подразумеваемой угрозе».
Джек Кирби изобразил Дума как воплощение смерти, однако, вместо скелета оснастил его доспехами. Сам Кирби аргументировал свой выбор следующим образом: «Смерть ассоциируется с доспехами и нечеловеческой сталью. Смерть — это нечто безжалостное, а человеческая плоть олицетворяет милосердие». Также Кирби описал Дума как «параноика», подавленного своим изуродованным лицом, который желает, чтобы весь мир был похож на него. Тем не менее художник / сосценарист отметил, что «Хоть Дум и злодей, он не всегда был таким. Он пользовался уважением… но из-за изъяна собственного характера он был перфекционистом». В какой-то момент в 1970-х Кирби изобразил своё представление о том, как Дум должен выглядеть под маской, нарисовав один единственный шрам на его щеке: «Из-за этого незначительного несовершенства Дум прячет лицо не от мира, а от самого себя». Таким образом Кирби аргументировал мотивацию Доктора, считающего, что из-за своего маленького шрама Дум хочет быть выше людей, которые его лишены. В сюжетах Стэна Ли причиной регулярных поражений Дума является его высокомерие, тогда как из-за гордыни персонажа он становится жертвой собственных изобретений.

### Кастинг и исполнение
Первое появление Дума в кино состоялось в так и не вышедшем фильме «Фантастическая четвёрка» Роджера Кормана, где его роль исполнил Джозеф Калп.
Изначально планировалось, что Виктора фон Дума сыграет Джуду Лоу. Среди других кандидатов выделялись такие актёры как Роберт Дауни-младший и Николас Кейдж.
Макмэхон подписал контракт на три фильма с Fox Studios, однако, из-за кассового провала картины «Фантастическая четвёрка: Вторжение Серебряного сёрфера» у студии возникли сомнения в перспективе развития франшизы. В 2009 году стало известно, что фильмы про Фантастическую четвёрку будут перезапущены с новым актёрским составом. Макмэхон выразил интерес к возвращению к роли Дума в случае появления персонажа в проектах Marvel Studios.

### Характеризация
Когда Джулиан Макмэхон прибыл на кастинг фильма «Фантастическая четвёрка» (2005) режиссёр Тим Стори мысленно утвердил его на роль спустя несколько минут после беседы с актёром: «Когда он вошёл в комнату я подумал, что этот парень — Виктор фон Дум, тот самый джентльмен, такой красивый, дамский угодник, такой могущественный». В то время как Стори описал Дума как «безумно ревнивого и чрезвычайно умного» персонажа Макмэхон ответил, что описание режиссёра «звучало неправильно, потому что доктор Дум, которого я помнил в детстве, скрывался под маской, был просто злым, смышлёным, злорадным и вечным злодеем».
Для картины «Фантастическая четвёрка: Вторжение Серебряного сёрфера» (2007) был переработан костюм персонажа, который Макмэхон охарактеризовал как «удивительный»: "у него более крупный тип посадки и, вероятно, немного более прочный вид. Из-за нагрудника костюм ещё тяжелее. Он весил около 45-50 фунтов без плаща и прочего, но это довольно необычно. Костюм темнее, того, который был у Дума в прошлый раз, в некотором смысле он больше похож на Бэтмена, но благодаря маске больше подходит Думу и это великолепно выглядящий костюм.

## Биография

### Конфронтация с Фантастической четвёркой
К Виктору обращается его старый знакомый, обанкротившийся учёный Рид Ричардс с предложением профинансировать экспедицию по изучению космической бури, пролетающей вблизи Земли. Увидев в открытии Рида большие перспективы, Виктор соглашает предоставить ему космический корабль в обмен на большой процент потенциальной прибыли. Фон Дум решает лично отправиться в космос вместе со своей девушкой Сьюзан Шторм, её младшим братом Джонни, Ричардсом и пилотом Беном Гриммом. Тем не менее, лучи достигают их раньше, чем ожидалось, и хотя Виктор успевает законсервировать себя защитными экранами в центре управления, он подвергается воздействию опасного излучения, как и остальные. Впоследствии Дум начинает превращаться в существо, целиком состоящее из органической стали, превышающей по твёрдости даже алмазы, а также получает способность управлять электричеством и генерировать огромные потоки энергии. Вслед за метаморфозами, жизнь Виктора начинает трещать по швам: провал исследований космических лучей обесценивает акции компании, вследствие чего следует вынесение советом инвесторов вотума недоверия, а с ним и угроза банкротства, а также сближение Сью и Рида. Считая Четвёрку виновниками своего разорения, Дум пытается убить их всех. Узнав о создании Ридом машины по генерации космических лучей, которая работает некорректно из-за нехватки энергии, Виктор, успевший вбить клин между ставшим Существом Беном Грином и Ридом, использует устройство на первом, одновременно испытывая свои способности и лишая Четвёрку единственного, кто может сражаться с ним на равных. Это уродует его лицо и тело, и Виктор, провозгласивший себя «Доктором Думом», начинает носить стальную маску, что была подарком от его земляков из Латверии, и зелёный плащ с капюшоном. Тем не менее, во время финального сражения с Фантастической четвёркой Человек-факел расплавляет металлическое покрытие Доктора Дума, а Существо обливает его водой из пожарного гидранта, вследствие чего тот превращается в неподвижную статую. Впоследствии его перевозят на родину, в Латверию, на грузовом корабле.

### Серебряный Сёрфер и пришествие Галактуса
Виктор «возвращается к жизни» благодаря пролетевшему над его замком космическому существу, известному как Серебряный Сёрфер, после чего приспешнику Думу удаётся высвободить его из брони, ставшей для него тюрьмой. Вычислив алгоритм передвижения пришельца, Дум обнаруживает Сёрфера в Гренландии и пытается заключить с ним союз. Возмущённый отказом Дум стреляет в Сёрфера электричеством, получив в ответ заряд космической энергий, что излечивает Дума от мутации и возвращает первоначальный облик, при этом сохранив способность управлять электричеством. Виктор начинает сотрудничать с правительством США и Фантастической четвёркой, пообещав содействие в поимке Сёрфера в обмен на изучение его доски. После успешной нейтрализации Серебряного Сёрфера, Дум получает обещанную награду. Ему удаётся овладеть невиданной мощью, захватив средство передвижения герольда Галактуса, напоминающее доску для сёрфинга. Прежде чем встать на доску, чтобы обрести способности Сёрфера, Дум надевает обновлённую броню и маску. В решающем сражении Фантастической четвёрке в лице Джонни Шторма, который позаимствовал силы всех своих товарищей, удаётся победить злодея, сбросив его с доски в море. Из-за тяжести своего костюма Виктор уходит на дно в сполохах электроэнергии.

## Другие появления
Виктор фон Дум, озвученный Джулианом Макмэхоном, появляется в игре Fantastic Four 2005 года, по мотивам одноимённого фильма. На бонусных уровнях персонажа озвучивает Джим Мескимен. Он является главным и финальным боссом игры.
В игре Fantastic Four: Rise of the Silver Surfer 2007 года, по мотивам одноимённого фильма, Доктора Дума озвучил Гидеон Эмери.

## Критика и влияние
Несмотря на положительную оценку игры Джулиана Макмэхона в роли Доктора Дума, многие рецензенты раскритиковали плохую адаптацию персонажа с точки зрения слабого сценария и охарактеризовали его как «копию Нормана Озборна» из фильма «Человек-паук» (2002). Джо Лейдон из Variety разделил это мнение, отметив, что «Макмэхон мог бы лучше сыграть Доктора Дума», а Джеймс Берардинелли из ReelViews заявил, что актёр «слишком полагался на учтивость вместо того, чтобы быть угрожающим» и сыграл «просто ещё одного ревнивого парня в маске».

### Награды и номинации
| Год  | Фильм                                                    | Награда            | Категория                       | Результат | Примечания |
| ---- | -------------------------------------------------------- | ------------------ | ------------------------------- | --------- | ---------- |
| 2007 | «Фантастическая четвёрка: Вторжение Серебряного сёрфера» | Teen Choice Awards | Лучший суперзлодей              | Номинация | [ 25 ]     |
| 2007 | «Фантастическая четвёрка: Вторжение Серебряного сёрфера» | Teen Choice Awards | Лучшая драка (с Крисом Эвансом) | Номинация | [ 25 ]     |

### Товары
В 2005 году Toy Biz выпустила несколько вариаций фигурок Доктора Дума на основе его появления в фильме 2005 года. В 2007 году Hasbro выпустила фигурку Дума, основанную на его образе из сиквела 2007 года.